# Lokomotiva 702
Lokomotiva řady 702 (dříve T 212.0) je dvounápravová rámová kapotová posunovací lokomotiva, odvozená od řady 700, vyvinutá v roce 1967 v ČKD Praha. Sériová výroba však probíhala na Slovensku – v TS Martin, a to v letech 1967 až 1971. Jejich působištěm jsou železniční stanice a depa, kde obstarávají posun. Vyskytují se také na vlečkách průmyslových podniků. Některé stroje byly rekonstruovány na řady 797, 798 a 799.

## Popis
Na rámu lokomotivy je umístěna kabina pro strojvedoucího, před kterou je zúžená kapota, v níž je umístěn spalovací motor a další komponenty. V rámu jsou uloženy dvě nápravy – obě hnací. Lokomotiva má přenos výkonu řešený přes mechanickou převodovku, ve které strojvedoucí zařazuje rychlostní stupně předvolbou – zařadí rychlostní stupeň a teprve poté obsluhuje spojkový kohout (podrobněji – viz popis řady 700). Z převodovky se točivý moment přenáší na nápravy pomocí kloubových hřídelů.

## Historické lokomotivy
- 702.005 (České dráhy, depo Valašské Meziříčí)
- 702.015 (Výtopna Zlíchov)
- 702.026 (Kolej-klub, depo Turnov)
- 702.062 (České dráhy, železniční muzeum Olomouc)
- 702.069 (České dráhy, železniční muzeum Lužná u Rakovníka)
- 702.520 (Národní technické muzeum, depozitář Chomutov)
- 702.581 (Výtopna Zdice)
- 702.675 (Společnost železniční při DKV Česká Třebová)
- 702.680 (Retrolok, depo Horažďovice)
- 702.177 (Košická detská historická železnica)